# Старе Крамсько
Старе Крамсько (пол. Stare Kramsko, нім. Krammensee) — село в Польщі, у гміні Бабімост Зеленогурського повіту Любуського воєводства.
Населення — 275 осіб (2011).
У 1975-1998 роках село належало до Зеленогурського воєводства.

## Демографія
Демографічна структура станом на 31 березня 2011 року:
|          | Загалом | Допрацездатний вік | Працездатний вік | Постпрацездатний вік |
| -------- | ------- | ------------------ | ---------------- | -------------------- |
| Чоловіки | 135     | 33                 | 85               | 17                   |
| Жінки    | 140     | 33                 | 74               | 33                   |
| Разом    | 275     | 66                 | 159              | 50                   |